# Малиновка (Выгоничский район)
Малиновка (Малиновский) — посёлок в Выгоничском районе Брянской области, в составе Выгоничского городского поселения. Расположен на левом берегу Десны, в 5 км к востоку от села Сосновка. Постоянное население с 2005 года отсутствует.

## История
Основан в 1910-х гг. переселенцами из Белоруссии. До 1960 года и в 1963—1975 гг. — в составе Лопушского сельсовета; в 1960—1963 в Залядковском сельсовете. В 1964 году присоединен посёлок Шаповский.
В период временного расформирования Выгоничского района — в Брянском районе.
| Годы      | 1926 | 1979 | 1989 | 2002 | 2010 |
| --------- | ---- | ---- | ---- | ---- | ---- |
| Население | 35   | 27   | 23   | 2    | 0    |